# Maria Bobrownicka
Maria Bobrownicka (ur. 8 czerwca 1920 w Krakowie, zm. 29 maja 2012) – polska filolog, slawistka, bohemistka i komparatystka, wykładowca Uniwersytetu Jagiellońskiego, członek czynny Polskiej Akademii Umiejętności.

## Życiorys
Maria Bobrownicka była córką Edmunda, mistrza krawieckiego, mającego swój zakład w Pasażu Bielaka. Ukończyła prywatne gimnazjum prowadzone przez Zgromadzenie Córek Bożej Miłości. W 1938 roku rozpoczęła studia polonistyczne na Uniwersytecie Jagiellońskim. Podczas okupacji kontynuowała studia na Tajnym Uniwersytecie Jagiellońskim. Tytuł magistra uzyskała w 1947 roku, na podstawie pracy Tomasz Padurra, zapomniany poeta romantyczny. Rozpoczęła pracę w Zakładzie Młodszych Literatur Słowiańskich, kierowanym przez profesora Tadeusza Stanisława Grabowskiego.
Stopień doktora uzyskała w 1949 roku, na podstawie pracy Recepcja Juliusa Zeyera wśród Młodej Polski, pisanej pod kierunkiem profesora Stanisława Pigonia, habilitację w 1960 na Uniwersytecie Jagiellońskim na podstawie rozprawy Studia nad twórczością Juliusa Zeyera. Po przejściu profesora Grabowskiego na emeryturę objęła kierownictwo Zakładem. W marcu 1968 roku stanęła po stronie studentów, uczestniczyła w ich wiecu, co spowodowało odroczenie przyznania jej tytułu profesora nadzwyczajnego, otrzymanego ostatecznie w 1972 roku.
Tytuł profesora zwyczajnego otrzymała w 1990 roku. W 1996 roku została członkiem korespondentem, w 2004 członkiem czynnym Polskiej Akademii Umiejętności. Była również członkiem Komisji Historycznoliterackiej i Słowianoznawczej Polskiej Akademii Nauk, Komitetu Słowianoznawstwa PAN oraz Association Internationale de Littérature Comparée (Międzynarodowego Towarzystwa Literatury Porównawczej. W zakres jej zainteresowań naukowych wchodziły zagadnienia oświecenia i modernizmu oraz teatru i dramatu w literaturach zachodnio- i południowosłowiańskich. Jej dorobek obejmuje 245 pozycji: monografii, artykułów, prac zbiorowych, haseł encyklopedycznych, recenzji i innych. W 1996 roku zorganizowała, na zaproszenie papieża Jana Pawła II, z którym rozpoczynała studia polonistyczne przed wojną, sympozjum slawistyczne w Castel Gandolfo. Do przejścia na emeryturę była związana z Instytutem Filologii Słowiańskiej Uniwersytetu Jagiellońskiego.
Była odznaczona Krzyżem Oficerskim Orderu Odrodzenia Polski i Medalem Komisji Edukacji Narodowej. Z okazji 90. urodzin Wydawnictwo Uniwersytetu Jagiellońskiego opublikowało poświęcony jej zbiór artykułów Zrozumieć Słowiańszczyznę, redagowany przez profesor Marię Dąbrowską-Partykę.
Zmarła 29 maja 2012 roku i została pochowana na cmentarzu Rakowickim.